# Can Serra (Parets del Vallès)
Can Serra és una masia tradicional catalana d'estil gòtic tardà, al terme municipal de Parets del Vallès. És de planta rectangular coberta a dues vessants desiguals, al primer mas (documentat al segle xiv) es va engrandir amb cossos adossats, utilitzats com a graners, fins a la configuració actual, aquest fet fa que la porta estigui descentrada. Sobre el portal dovellat de pedra hi ha una finestra gòtica del S.XIV-XV, i una petita espitllera. Les finestres laterals del primer pis són renaixentistes, del segle xvi.
L'era és de forma lleugerament arrodonida i amb lliça de totxo a plec de llibre, en la qual s'hi troba un pou i un safareig, hi ha una inscripció amb la data de 1.789, a la masia l'envolten les terres de conreu de 36 hectaries de terreny agrícola i un petit bosc.
Al costat est de la masia hi ha quatre lledoners bicentenaris, el més antic està a la cara nord, té una part esqueixada amb una volta de canó de quasi 4 metres, al seu costat n'hi ha altre que té 3 metres de canó i els altres dos més petits se situen vora el camí d'accés. En les proximitats, al mig dels camps, a l'oest de la masia, hi ha dues basses, una de les quals té una mina que comunica la bassa amb el pou existent a l'era de la masia.

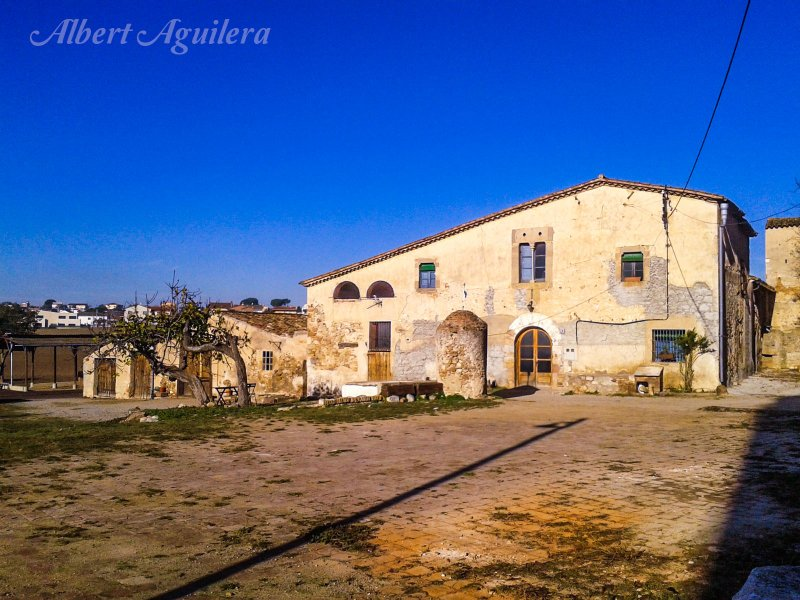
Masia Can Serra a Parets del Vallès
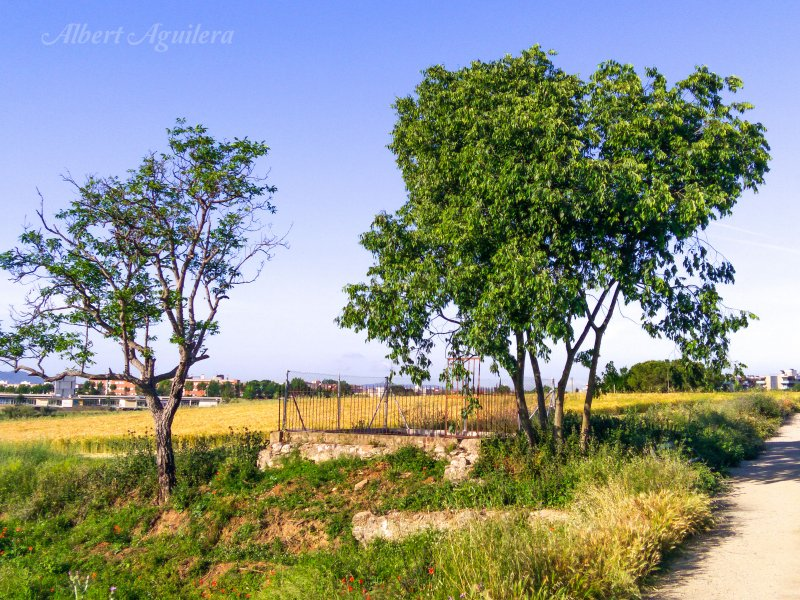
Bassa petita de Can Serra
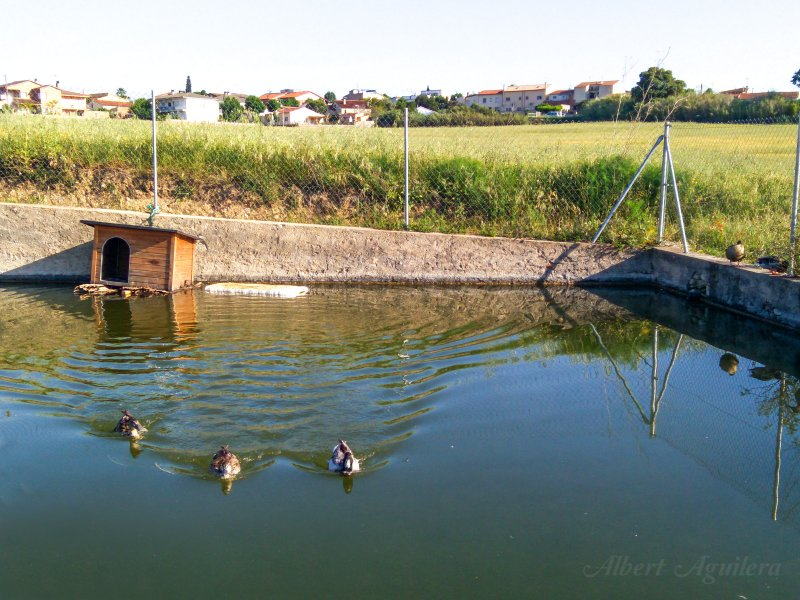
Bassa gran de Can Serra